# Równanie Tolmana-Oppenheimera-Volkoffa
Równanie Tolmana-Oppenheimera-Volkoffa (równanie TOV) – szczególny przypadek równań Einsteina, jego rozwiązanie przedstawia strukturę sferycznie symetrycznego i statycznego rozkładu materii opisanej danym równaniem stanu. Stosowane jest przede wszystkim przy modelowaniu budowy gwiazd o bardzo silnym polu grawitacyjnym (na przykład gwiazd neutronowych).

## Założenia
Poniżej przedstawiono zarys wyprowadzenia równania. Ogólną metrykę sferycznie symetrycznego i niezależnego od czasu rozkładu materii można zapisać w następujący sposób:
{\displaystyle ds^{2}=e^{\nu (r)}c^{2}dt^{2}-e^{\lambda (r)}dr^{2}-r^{2}(d\theta ^{2}+\sin ^{2}\theta \,d\varphi ^{2}),}
gdzie standardowo:
{\displaystyle t} – współrzędna czasowa,
{\displaystyle r} – radialna,
{\displaystyle \theta } i {\displaystyle \varphi } – kątowe (odpowiednio, zenitalna i azymutalna).
Zakładamy także, że materia jest nielepka, nie przewodzi ciepła i nie wykazuje napięć ścinających, tj. tensor napięć-energii jest taki jak dla płynu doskonałego w Ogólnej Teorii Względności. Biorąc pod uwagę barotropowe równanie stanu (ciśnienie {\displaystyle p} jest funkcją tylko jednej zmiennej, gęstości masy-energii {\displaystyle \rho }), dostajemy następujący związek z funkcją metryczną {\displaystyle \nu (r){:}}
{\displaystyle {\frac {d\nu (r)}{dr}}=-{\frac {2}{P(r)+\rho (r)c^{2}}}{\frac {dP(r)}{dr}},}
funkcją {\displaystyle \lambda (r){:}}
{\displaystyle e^{\lambda (r)}={\frac {1}{(1-2GM(r)/rc^{2})}},}
a także związek pomiędzy masą zawartą w sferze o promieniu {\displaystyle r} a promieniem tej sfery, {\displaystyle M(0)=0{:}}
{\displaystyle {\frac {dM(r)}{dr}}=4\pi \rho (r)r^{2}.}
Przy tych założeniach równania Einsteina redukują się do
{\displaystyle {\frac {dP}{dr}}=-{\frac {GM(r)\rho (r)}{r^{2}}}\left(1+{\frac {P(r)}{\rho (r)c^{2}}}\right)\left(1+{\frac {4{\pi }r^{3}P(r)}{M(r)c^{2}}}\right)\left(1-{\frac {2GM(r)}{rc^{2}}}\right)^{-1}.}

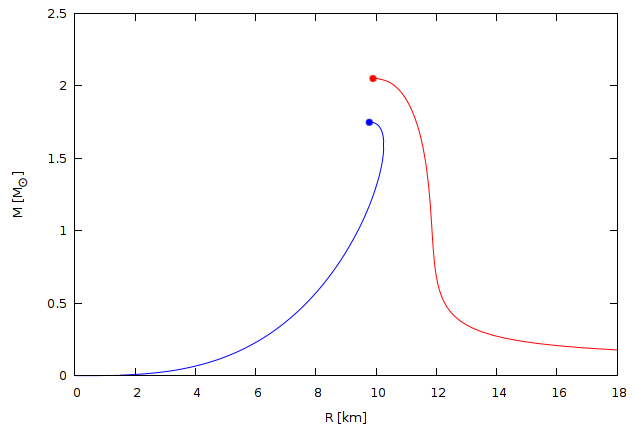
Rozwiązanie równania TOV dla dwu reprezentatywnych równań stanu. Linia czerwona: gwiazda neutronowa (skład materii): npeμ, oddziaływanie jądrowe typu Skyrme-Lyon. Linia niebieska: „naga” (tj. bez skorupy) gwiazda kwarkowa o równaniu stanu opisywanym modelem „worka” MIT o stałej sprzężenia stałej worka B=60 MeV/fm³, masie kwarku dziwnego m_{s}=200 MeV. Kropkami zaznaczono masy maksymalne (granice TOV).

Równanie TOV jest zatem newtonowskim równaniem równowagi hydrostatycznej zmodyfikowanym przez człony relatywistyczne (w nawiasach).

### Warunki brzegowe
Jeśli równanie opisuje gwiazdę w próżni, do rozwiązania używa się następujących warunków brzegowych:
- znikanie ciśnienia na powierzchni gwiazdy, {\displaystyle p(R)=0} (warunek ten wyznacza współrzędną {\displaystyle r=R,} czyli promień gwiazdy),
- zszywania się rozwiązania dla wnętrza gwiazdy z rozwiązaniem zewnętrznym, opisywanym metryką Schwarzschilda:

dla {\displaystyle r\geqslant R} funkcja metryczna {\displaystyle e^{\nu (r)}=1-2GM/rc^{2},} gdzie {\displaystyle M} jest całkowitą grawitacyjną masą gwiazdy mierzoną przez odległego obserwatora.

### Masa grawitacyjna, masa właściwa, masa barionowa, energia wiązania dla gwiazdy neutronowej
Całkowita masa grawitacyjna {\displaystyle M} gwiazdy (mierzona przez odległego obserwatora znajdującego się np. na orbicie wokół gwiazdy), występująca w metryce dla odległości większych od promienia gwiazdy {\displaystyle R,} wyraża się następującym wzorem:
{\displaystyle M=M_{g}(R)=4\pi \int _{0}^{R}\rho (r)r^{2}dr.}
Pamiętając o tym, że element objętości {\displaystyle dV} pomiędzy sferami o promieniach {\displaystyle r} oraz {\displaystyle r+dr} jest równy
{\displaystyle dV={\frac {4\pi r^{2}dr}{\sqrt {1-2GM(r)/rc^{2}}}},}
można definiować dwie inne charakterystyczne masy wynikające z równania TOV. Masą właściwą {\displaystyle M_{p}} gwiazdy nazywa się całkę gęstości masy-energii po objętości, biorąc pod uwagę lokalne zakrzywienie przestrzeni przez masę {\displaystyle M(r)}
{\displaystyle M_{p}=M_{p}(R)=\int _{0}^{R}\rho dV=4\pi \int _{0}^{R}{\frac {\rho (r)r^{2}dr}{\sqrt {1-2GM(r)/rc^{2}}}}.}
Jako że
{\displaystyle {\frac {1}{\sqrt {1-2GM(r)/rc^{2}}}}\geqslant 1\implies M_{p}\geqslant M_{g}.}
Liczba barionów w objętości gwiazdy jest równa
{\displaystyle A_{b}=4\pi \int _{0}^{R}{\frac {n_{b}(r)r^{2}dr}{\sqrt {1-2GM(r)/rc^{2}}}},}
gdzie:
{\displaystyle n_{b}(r)} jest gęstością barionową, tj. liczbą barionów w określonej objętości (zwyczajowo fm³),
{\displaystyle A_{b}} dla gwiazdy neutronowej o typowej masie grawitacyjnej 1,4 masy Słońca jest rzędu 1057 cząstek.

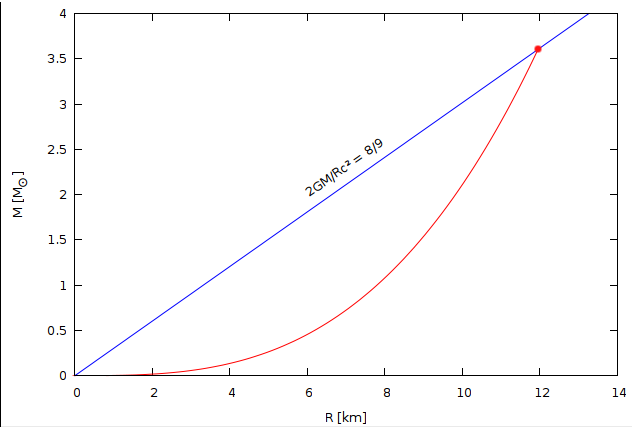
Diagram masa-promień dla sferycznej gwiazdy o stałej gęstości 10^{15} g/cm³ (linia czerwona), z zaznaczoną masą maksymalną (czerwona kropka) wynikającą z ograniczenia pochodzącego z rozwiązania równania TOV (niebieska linia).

Masa barionowa (zwana również masą spoczynkową) jest równa liczbie barionowej {\displaystyle A_{b}} gwiazdy pomnożonej przez masę barionu {\displaystyle m_{b}\approx } mn:
{\displaystyle M_{b}=m_{b}A_{b}.}
Zdefiniowane wyżej masy używa się do obliczenia energii wiązania. Różnica
{\displaystyle E_{G}=\left(M_{g}-M_{p}\right)c^{2}}
jest energią grawitacyjną gwiazdy (energią zmagazynowaną w gwieździe, którą można odzyskać przenosząc małe elementy {\displaystyle dm} do nieskończoności). Grawitacyjna energia wiązania to
{\displaystyle BE_{G}=-E_{B}=\left(M_{p}-M_{g}\right)c^{2}.}
Energia wewnętrzna gwiazdy (energia pochodząca z równania stanu, bez uwzględnienia gęstości spoczynkowej), to
{\displaystyle E_{I}=\left(M_{p}-M_{b}\right)c^{2},}
z podobnie jak poprzednio zdefiniowaną wewnętrzną energią wiązania
{\displaystyle BE_{I}=-E_{I}=\left(M_{b}-M_{p}\right)c^{2}.}
Całkowita energia wiązania gwiazdy to zatem
{\displaystyle BE=BE_{G}+BE_{I}=\left(M_{b}-M_{g}\right)c^{2}.}
Dla typowego równania stanu, gwiazda neutronowa o masie {\displaystyle M=1{,}4} masy Słońca jest związana energią wiązania {\displaystyle BE\approx 0{,}1M.}

### Rozwiązanie dla przypadku materii nieściśliwej
W ogólnym przypadku nie istnieje rozwiązanie analityczne, tj. zależność gęstości, ciśnienia od odległości od centrum gwiazdy itd. można otrzymać tylko numerycznie. Równanie TOV można rozwiązać analitycznie dla równania stanu {\displaystyle \rho =\mathrm {const} .} Mamy wtedy
{\displaystyle M(r)={\frac {4}{3}}\pi \rho r^{3}.}
Korzystając z tego związku, równanie równowagi hydrostatycznej można analitycznie scałkować. Otrzymujemy:
{\displaystyle {\frac {p(r)}{\rho }}={\frac {{\sqrt {1-2GMr^{2}/R^{3}c^{2}}}-{\sqrt {1-2GM/Rc^{2}}}}{3{\sqrt {1-2GM/Rc^{2}}}-{\sqrt {1-2GMr^{2}/R^{3}c^{2}}}}}.}
Zwiększanie masy gwiazdy prowadzi do wzrostu ciśnienia centralnego, {\displaystyle p_{c}=p(r=0).} Warunek {\displaystyle p_{c}=\infty } stanowi ograniczenie na stosunek promienia Schwarzschilda do promienia gwiazdy:
{\displaystyle {\frac {2GM}{Rc^{2}}}<{\frac {8}{9}}.}
Ograniczenie to, dla ustalonej gęstości, wyznacza maksymalną masę gwiazdy, czyli granicę TOV.

## Historia
Równanie TOV w postaci przedstawionej powyżej zostało opublikowane w roku 1939 w czasopiśmie naukowym „Physical Review” przez Roberta Oppenheimera i Georga M. Volkoffa w artykule pt. On Massive Neutron Cores, jednak fundamentalne znaczenie mają prace Richarda C. Tolmana z roku 1934 pt. Effect of Inhomogeneity on Cosmological Models oraz 1939 r. pt. Static Solutions of Einstein’s Field Equations for Spheres of Fluid, w których przeprowadził analizę sferycznie symetrycznych metryk.